# Žučkovac
Žučkovac (Servisch cyrillisch Жучковац) is een plaats in de Servische gemeente Sokobanja. De plaats telt 529 inwoners (2002).